# عندما تمنحك الحياة ثمار اليوسفي
عندما تمنحك الحياة ثمار اليوسفي (بالكورية: 폭싹 속았수다) هو مسلسل ويب كوري جنوبي، من تأليف ليم سانغ-تشون، وإخراج كيم وون-سيوك، وبطولة اي يو، بارك بو غوم، مون سو ري، بارك هاي جون. بدأ عرضه على نتفليكس في 7 مارس 2025، تم اصدار 4 حلقات كل اسبوع كل يوم الجمعة.

## ملخص
تصور الدراما حياة المغامرة يي سون (اي يو)، "المتمردة الرائعة"، المولودة في جيجو في الخمسينيات من القرن الماضي، وجوان سيك (بارك بو غوم)، الشاب الطموح.

## طاقم

### رئيسي
- اي يو في دور يي-سون[7]
  - كيم تاي يون في دور الطفلة إي سون
  - مون سو-ري في منتصف العمر اي-سون[8]

- بارك بو غوم في دور جوان سيك
  - لي تشيون مو في دور الطفل جوان سيك
  - بارك هاي-جون في دور جوان سيك (منتصف العمر)[8][9]

### داعم
- تشوي داي-هوون[10]
- نا مون-هي[11]
- كيم يونغ-ريم[11]
- لي جون-يونغ [12]
- بايك جي وون[13]
- اوه جونغ-سي[14]
- ايوم هاي-ران[15]
- لي سو كيونغ[16]

### ظهور خاص
- كيم سيون-هو[17][18]
- لي سو-مي[19]

## الإنتاج

### ينتج
المسلسل من تأليف ليم سانغ-تشون وكان بعنوان "الحياة" يمثل عودتها بعد مسلسل عندما تتفتح زهرة الكاميليا لعام 2019. ومن اخراج كيم وون-سيوك، الذي عمل على سيدي (2018)، سجلات أرثدال 1 (2019). في ديسمبر 2022، ذكرت مصممة الانتاج الشهيرة ريو سيونغ-هيي أن "الحياة" هي أحد مشاريعها الجديدة. وستكون هذه الدراما الثالثة لها بعد نساء صغيرات ، فتاة خلف القناع. بلغت تكلفة الإنتاج حوالي 60 مليار وون، وهو من إنتاج بان إنترتينمنت بجانب بارام بيكتشرز لصالح نتفليكس.

### تصوير
تمت القراءة الاولى للسيناريو في 7 مارس 2023. وكان من بين الممثلين الحاضرين آيو، وبارك بو غوم، ولي جون يونغ، وتشوي داي هون، ونا مون هي، وكيم يونغ ريم.
تم تصوير الدراما أيضًا في آندونغ أكثر من 30 مرة في عام 2023.

### الاصدار

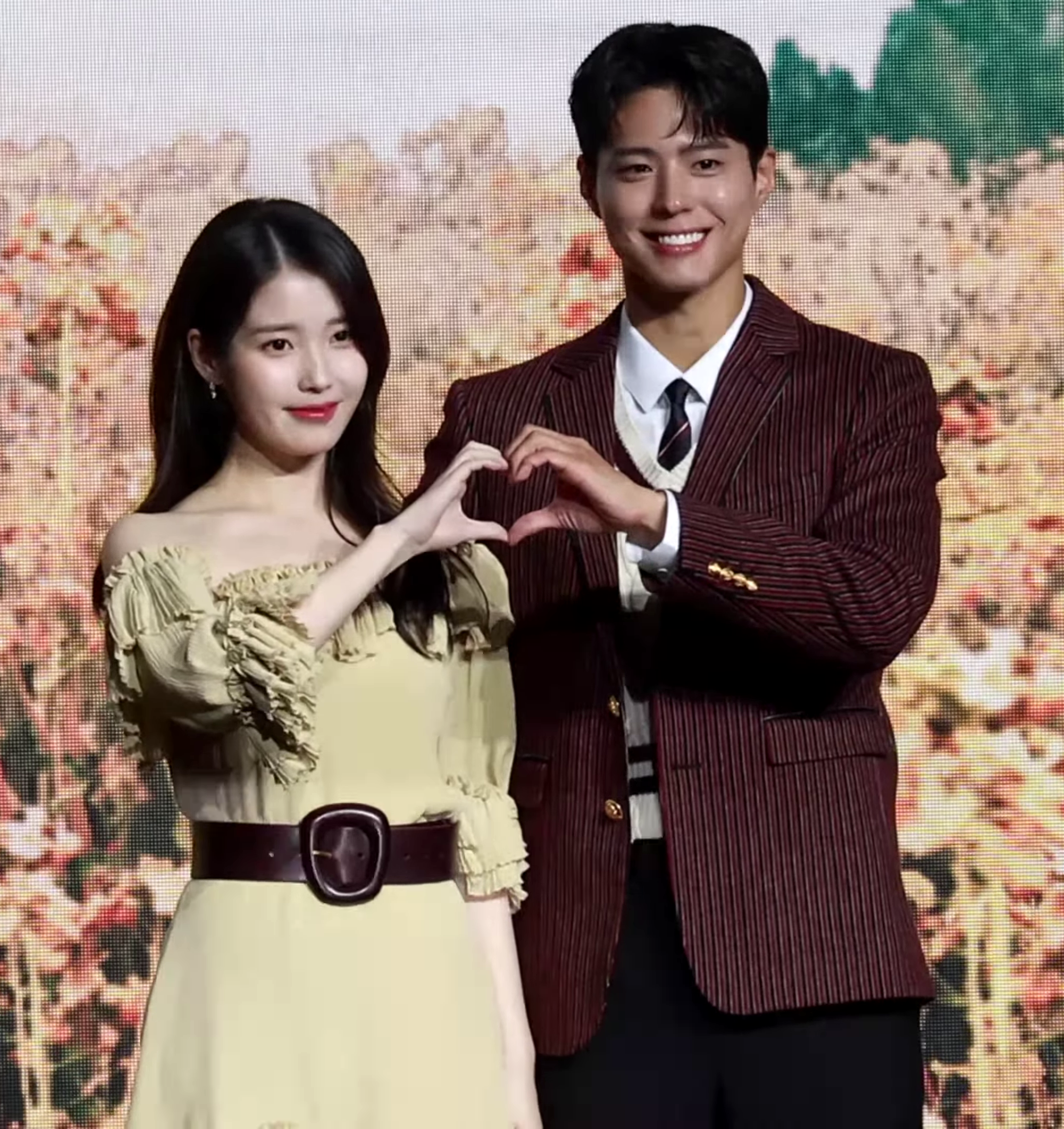
آي يو وبارك بو غوم في المؤتمر الصحفي للمسلسل في 5 مارس 2025.

في أبريل 2023، أعلنت شركة الإنتاج بان انترتينمنت انها وقعت عقد إنتاج مع نتفليكس. وكان من المقرر أن يتم إصداره عالمياً في عام 2024. في 30 يناير 2024، شاركت وسائل الإعلام صور قراءة السيناريو للدراما وأكدت إصدارها الحصري على نتفليكس في جميع أنحاء العالم. في يناير 2025، أكدت نتفليكس أن تاريخ إصدار المسلسل سيكون في 7 مارس.

## الاستقبال
حقق المسلسل نجاحًا محليًا ودوليًا، حتى أن صحيفة غلوبال تايمز المملوكة للحزب الشيوعي الصيني أشادت به بالرغم من عدم توفر نتفليكس في الصين. وقد نال استحسانًا لأداء الممثلين والسيناريو والإخراج، وقورن العمل بشكل إيجابي بالدراما التاريخية المشهورة أجبني 1988، والتي قام ببطولتها أيضًا بارك بو غوم، لإثارة الحنين والدفء المتأصل في التجربة الكورية.
اعتبارا من الاسبوع الثاني من اصداره حقق المسلسل 7.8 مليون مشاهدة بمعدل 62 مليون ساعة. واحتل المرتبة الثانية في فئة أفضل 10 عروض عالميا على نتفليكس (غير الناطقة بالإنجليزية). بالإضافة إلى ذلك، احتل المرتبة العشرة الأولى في إجمالي 41 دولة، بما في ذلك البرازيل وتشيلي والمكسيك وتركيا والفلبين وفيتنام.
| التصنيفات الرسمية لـ نتفليكس              | التصنيفات الرسمية لـ نتفليكس | التصنيفات الرسمية لـ نتفليكس              | التصنيفات الرسمية لـ نتفليكس | التصنيفات الرسمية لـ نتفليكس |
| تاريخ                                     | الترتيب (عالميا)             | ترتيبه مع البرامج غير الناطقة بالإنجليزية | بالساعات                     | المشاهدات                    |
| ----------------------------------------- | ---------------------------- | ----------------------------------------- | ---------------------------- | ---------------------------- |
| 03-03-2025 (الاثنين) ~ 09-03-2025 (الأحد) | 10                           | 4                                         | 13,900,000 ساعة              | 3,600,000                    |
| 10-03-2025 (الاثنين) ~ 16-03-2025 (الأحد) | 3                            | 2                                         | 48,100,000 ساعة              | 6,000,000                    |
| 17-03-2025 (الاثنين) ~ 23-03-2025 (الأحد) | 3                            | 1                                         | 65,500,000 ساعة              | 5,500,000                    |
| 24-03-2025 (الاثنين) ~ 30-03-2025 (الأحد) | 5                            | 3                                         | 99,400,000 ساعة              | 6,000,000                    |
| 31-03-2025 (الاثنين) ~ 06-04-2025 (الأحد) | 4                            | 1                                         | 89,700,000 ساعة              | 5,400,000                    |
| 07-04-2025 (الاثنين) ~ 13-04-2025 (الأحد) | 9                            | 3                                         | 60,600,000 ساعة              | 3,700,000                    |
| 14-04-2025 (الاثنين) ~ 20-04-2025 (الأحد) | 13                           | 4                                         | 45,200,000 ساعة              | 2,700,000                    |
| 21-04-2025 (الاثنين) ~ 27-04-2025 (الأحد) | 16                           | 7                                         | 32,800,000 ساعة              | 2,000,000                    |
| إجمالي الساعات                            | 455,200,000 ساعة             | 455,200,000 ساعة                          | 455,200,000 ساعة             | 455,200,000 ساعة             |
| مجموع المشاهدات                           | 27,500,000 مليون             | 27,500,000 مليون                          | 27,500,000 مليون             | 27,500,000 مليون             |

## الجوائز والترشيحات
| قائمة الجوائز والترشيحات | قائمة الجوائز والترشيحات | قائمة الجوائز والترشيحات | قائمة الجوائز والترشيحات        | قائمة الجوائز والترشيحات | قائمة الجوائز والترشيحات |
| السنة                    | الجائزة                  | الفئة                    | المستلم                         | النتيجة                  | م.                       |
| ------------------------ | ------------------------ | ------------------------ | ------------------------------- | ------------------------ | ------------------------ |
| 2025                     | جوائز بايكسانغ للفنون    | أفضل دراما               | عندما تمنحك الحياة ثمار اليوسفي | فوز                      | [ 38 ]                   |
| 2025                     | جوائز بايكسانغ للفنون    | أفضل مخرج                | كيم وون سوك                     | رُشِّح                      | [ 38 ]                   |
| 2025                     | جوائز بايكسانغ للفنون    | أفضل ممثل                | بارك بو غوم                     | رُشِّح                      | [ 38 ]                   |
| 2025                     | جوائز بايكسانغ للفنون    | أفضل ممثلة               | اي يو                           | رُشِّح                      | [ 38 ]                   |
| 2025                     | جوائز بايكسانغ للفنون    | أفضل ممثل مساعد          | تشوي داي هون                    | فوز                      | [ 38 ]                   |
| 2025                     | جوائز بايكسانغ للفنون    | أفضل ممثلة مساعدة        | يوم هي ران                      | فوز                      | [ 38 ]                   |
| 2025                     | جوائز بايكسانغ للفنون    | أفضل ممثلة جديدة         | كيم تا-ي يون                    | رُشِّح                      | [ 38 ]                   |
| 2025                     | جوائز بايكسانغ للفنون    | أفضل سيناريو             | ليم سانغ-هون                    | فوز                      | [ 38 ]                   |

## روابط خارجية
- عندما تمنحك الحياة ثمار اليوسفي على موقع IMDb (الإنجليزية)
- عندما تمنحك الحياة ثمار اليوسفي على موقع روتن توميتوز (الإنجليزية)
- عندما تمنحك الحياة ثمار اليوسفي على موقع نتفليكس (الإنجليزية)
- عندما تمنحك الحياة ثمار اليوسفي على موقع فيلمافينيتي (الإسبانية)
- عندما تمنحك الحياة ثمار اليوسفي على موقع ألو سيني (الفرنسية)
- عندما تمنحك الحياة ثمار اليوسفي على موقع قاعدة بيانات الفيلم (الإنجليزية)
- عندما تمنحك الحياة ثمار اليوسفي على هانسينما